# Campeonato Mundial de Atletismo Sub-20 de 2021
El XVIII Campeonato Mundial de Atletismo Sub-20 se celebró en la ciudad de Nairobi (Kenia) del 17 al 22 de agosto de 2021. Estaba programado para realizarse del 7 al 12 de julio del año 2020, pero debido a la pandemia de COVID-19, World Athletics, máxima autoridad del atletismo, decidió suspenderlo. La sede del certamen fue el Centro Deportivo Internacional Moi.

## Resultados

### Masculino
| Evento                                        | Oro | Plata                                                                                     | Bronce                                                                                    |
| --------------------------------------------- | --- | ----------------------------------------------------------------------------------------- | ----------------------------------------------------------------------------------------- |
| 100 m (19 de agosto)                          | Letsile Tebogo Botsuana 10,19 | Benjamin Richardson Sudáfrica 10,28                                                       | Shainer Rengifo · Cuba · 10,32                                                            |
| 200 m (21 de agosto)                          | Udodi Onwuzurike Nigeria 20,21 NU20R                                                                                              | Letsile Tebogo Botsuana 20,38                                                             | Sinesipho Dambile Sudáfrica 20,42                                                         |
| 400 m (21 de agosto)                          | Anthony Pesela Botsuana 44.58 | Luis Avilés · México · 44,95 NU20R                                                        | Antonie Nortje Sudáfrica 45,32                                                            |
| 800 m (22 de agosto)                          | Emmanuel Wanyonyi Kenia 1:43,76                                                                                                   | Mohamed Ali Gouaned Argelia 1:44,45 NU20R                                                 | Noah Kibet Kenia 1:44,88                                                                  |
| 1500 m (21 de agosto)                         | Vincent Keter Kenia 3:37,24 | Wegene Addisu Etiopía 3:37,86                                                             | Melkeneh Azize Etiopía 3:40,22                                                            |
| 3000 m (18 de agosto)                         | Tadese Worku Etiopía 7:42,09 | Ali Abdilmana Etiopía 7:44,55                                                             | Habtom Samuel Eritrea 7:52,69                                                             |
| 5000 m (19 de agosto)                         | Benson Kiplangat Kenia 13:20,37                                                                                                   | Tadese Worku Etiopía 13:20,65                                                             | Levy Kibet Kenia 13:26,01                                                                 |
| 3000 m obstáculos (22 de agosto)              | Amos Serem Kenia 8:30,72 | Tadese Takele Etiopía 8:33,15                                                             | Simon Koech Kenia 8:34,79                                                                 |
| 110 m vallas (99 cm) (21 de agosto)           | Sasha Zhoya Francia 12,72 WU20R                                                                                                   | Vashaun Vascianna Jamaica 13,25                                                           | Jakub Szymański · Polonia · 13,43                                                         |
| 400 m vallas (22 de agosto)                   | Berke Akçam Turquía 49,38 NU20R                                                                                                   | Denis Novoseltsev Atletas Neutrales Autorizados 49,62                                     | Devontie Archer Jamaica 49,78                                                             |
| Salto de altura (21 de agosto)                | Yonathan Kapitolnik Israel 2,26                                                                                                   | Massimiliano Luiu · Italia · 2,17                                                         | Mateusz Kołodziejski · Polonia · 2,17                                                     |
| Salto con pértiga (20 de agosto)              | Matvei Volkov · Bielorrusia · 5,45                                                                                                | Juho Alasaari · Finlandia · 5,35                                                          | Kyle Rademeyer Sudáfrica 5,30                                                             |
| Salto de longitud (20 de agosto)              | Erwan Konaté Francia 8,12 WU20L                                                                                                   | Jhon Berrío · Colombia · 7,99 NU20R                                                       | Kavian Kerr Jamaica 7,90                                                                  |
| Triple salto (22 de agosto)                   | Gabriel Wallmark · Suecia · 16,43 NU20R                                                                                           | Jaydon Hibbert Jamaica 16,05                                                              | Simon Gore Francia 15,85                                                                  |
| Lanzamiento de peso (6 kg) (19 de agosto)     | Juan Carley Vázquez · Cuba · 19,73                                                                                                | Yauheni Bryhi · Bielorrusia · 19,70                                                       | Jephté Vogel · Suiza · 19,16                                                              |
| Lanzamiento de disco (1,75 kg) (22 de agosto) | Mykolas Alekna · Lituania · 69,81                                                                                                 | Ralford Mullings Jamaica 66,68                                                            | Raman Khartanovich · Bielorrusia · 62,19                                                  |
| Lanzamiento de martillo (6 kg) (20 de agosto) | Jan Doležálek · República Checa · 77,83 NU20R                                                                                     | Orestis Ntousakis · Grecia · 77,78                                                        | Jean-Baptiste Bruxelle Francia 77,70                                                      |
| Lanzamiento de jabalina (20 de agosto)        | Janne Läspä · Finlandia · 76,46                                                                                                   | Artur Felfner · Ucrania · 76,32                                                           | Chinecherem Nnamdi Nigeria 74,48                                                          |
| Decatlón sub-20 (21 de agosto)                | František Doubek · República Checa · 8169 pts WU20L NU20R                                                                         | Jente Hauttekeete · Bélgica · 8053 pts                                                    | José San Pastor · España · 7430 pts NU20R                                                 |
| 10 000 m Marcha (21 de agosto)                | Heristone Wanyonyi Kenia 42:10,84                                                                                                 | Amit India 42:17,94                                                                       | Paul McGrath · España · 42:26,11                                                          |
| 4 × 100 m (22 de agosto)                      | Sudáfrica Mihlali Xhotyeni Sinesipho Dambile Letlhogonolo Moleyane Benjamin Richardson Henru Olivier Bradley Oliphant 38,51 WU20R | Jamaica Alexavier Monfried Bryan Levell Andrew Gilipps Sandrey Davison 38,61 AU20R        | Polonia · Dominik Łuczynski · Patryk Krupa · Jakub Pietrusa · Oliwer Wdowik · 38,90 AU20R |
| 4 × 400 m (22 de agosto)                      | Botsuana Busang Collen Kebinatshipi Anthony Pesela Oreeditse Masede Phenyo Bongani Majama Thusoyaone Gabanatlhong 3:05,22 WU20L   | Jamaica Malachi Johnson Jeremy Bembridge Tahj Hamm Devontie Archer Antonio Hanson 3:05,76 | Kenia Joshua Wanyonyi Elkanah Kiprotich Chemelil Kennedy Kimeu Peter Kithome 3:05,94      |

1. 1 2 3 4  Solo corrió en eliminatorias, pero ganó la medalla igualmente.

### Femenino
| Evento                                 | Oro                                                                                      | Plata                                                                                       | Bronce                                                                                      |
| -------------------------------------- | ---------------------------------------------------------------------------------------- | ------------------------------------------------------------------------------------------- | ------------------------------------------------------------------------------------------- |
| 100 m (19 de agosto)                   | Tina Clayton Jamaica 11,09                                                               | Beatrice Masilingi Namibia 11,39                                                            | Mélissa Gutschmidt · Suiza · 11,51                                                          |
| 200 m (21 de agosto)                   | Christine Mboma Namibia 21,84 WU20R                                                      | Beatrice Masilingi Namibia 22,18                                                            | Favour Ofili Nigeria 22,23 NU20R                                                            |
| 400 m (21 de agosto)                   | Imaobong Nse Uko Nigeria 51,55                                                           | Kornelia Lesiewicz · Polonia · 51,97                                                        | Sylvia Chelangat Kenia 52,23                                                                |
| 800 m (21 de agosto)                   | Ayal Dagnachew Etiopía 2:02,96                                                           | Valentina Rosamilia · Suiza · 2:04,29                                                       | Elli Eftychia Deligianni · Grecia · 2:04,66                                                 |
| 1500 m (22 de agosto)                  | Purity Chepkirui Kenia 4:16,07                                                           | Diribe Welteji Etiopía 4:16,39                                                              | Winnie Jemutai Kenia 4:18,99                                                                |
| 3000 m (19 de agosto)                  | Teresia Muthoni Gateri Kenia 8:57,78                                                     | Zenah Jemutai Yego Kenia 8:59,59                                                            | Melknat Wudu Etiopía 9:00,12                                                                |
| 5000 m (22 de agosto)                  | Mizan Alem Etiopía 16:05,61                                                              | Melknat Wudu Etiopía 16:13,16                                                               | Prisca Chesang Uganda 16:21,78                                                              |
| 3000 m obstáculos (20 de agosto)       | Jackline Chepkoech Kenia 9:27,40                                                         | Zerfe Wondemagegn Etiopía 9:35,22                                                           | Faith Cherotich Kenia 9:44,76                                                               |
| 100 m vallas (21 de agosto)            | Ackera Nugent Jamaica 12,95                                                              | Anna Maria Millend Estonia 13,45                                                            | Anna Tóth · Hungría · 13,58                                                                 |
| 400 m vallas (22 de agosto)            | Heidi Salminen · Finlandia · 56,94                                                       | Ludivine Aubert Francia 57,16                                                               | Savannah Sutherland · Canadá · 57,27                                                        |
| Salto de altura (22 de agosto)         | Natalya Spiridonova Atletas Neutrales Autorizados 1,91                                   | Marithé Engondo · Suiza · 1,89                                                              | Styliana Ioannidou Chipre 1,87                                                              |
| Salto con pértiga (18 de agosto)       | Mirè Reinstorf Sudáfrica 4,15 AU20R                                                      | Élise Russis Francia 4,15                                                                   | Heather Abadie · Canadá · 4,05                                                              |
| Salto de longitud (22 de agosto)       | Maja Åskag · Suecia · 6,60                                                               | Shaili Singh India 6,59                                                                     | Mariia Horielova · Ucrania · 6,50                                                           |
| Triple salto (20 de agosto)            | Maja Åskag · Suecia · 13,75                                                              | Tessy Ebosele · España · 13,63                                                              | Darja Sopova Letonia 13,60                                                                  |
| Lanzamiento de peso (21 de agosto)     | Miné de Klerk Sudáfrica 17,40                                                            | Pınar Akyol Turquía 16,72                                                                   | Dane Roets Sudáfrica 15,61                                                                  |
| Lanzamiento de disco (20 de agosto)    | Violetta Ignatyeva Atletas Neutrales Autorizados 57,84                                   | Miné De Klerk Sudáfrica 53,50 AU20R                                                         | Alina Nikitsenka · Bielorrusia · 51,47                                                      |
| Lanzamiento de martillo (21 de agosto) | Silja Kosonen · Finlandia · 71,64                                                        | Rose Loga Francia 67,11                                                                     | Maryola Bukel · Bielorrusia · 65,20                                                         |
| Lanzamiento de jabalina (19 de agosto) | Adriana Vilagoš Serbia 61,46 WU20L                                                       | Elina Tzengko · Grecia · 57,91                                                              | Yiselena Ballar Rojas · Cuba · 55,48                                                        |
| Heptatlón (19 de agosto)               | Saga Vanninen · Finlandia · 5997 pts                                                     | Pippi Lotta Enok Estonia 5746 pts                                                           | Szabina Szűcs · Hungría · 5674 pts                                                          |
| 10 000 m Marcha (21 de agosto)         | Sofía Ramos Rodríguez · México · 46:23,01                                                | Maële Biré-Heslouis Francia 47:43,87                                                        | Eliška Martínková · República Checa · 47:46,28                                              |
| 4 × 100 m (22 de agosto)               | Jamaica Serena Cole Tina Clayton Kerrica Hill Tia Clayton 42,94 WU20R                    | Namibia Ndawana Haitembu Beatrice Masilingi Nandi Tjanjeua Vass Christine Mboma 43,76 NU20R | Nigeria Praise Ofoku Favour Ofili Anita Taviore Tima Seikeseye Godbless 43,90               |
| 4 × 400 m (22 de agosto)               | Nigeria Opeyemi Deborah Oke Imaobong Nse Uko Ella Onojuvwevwo Favour Ofili 3:31,46 WU20L | Jamaica Annalee Robinson Aalliyah Francis Alliah Baker Daena Dyer 3:36,57                   | Italia · Alessandra Iezzi · Federica Pansini · Angelica Ghergo · Alexandra Almici · 3:37,18 |

### Mixto
| Evento                   | Oro                                                                                                  | Plata | Bronce                                                                                   |
| ------------------------ | --- | --- | ---------------------------------------------------------------------------------------- |
| 4 × 400 m (18 de agosto) | Nigeria Johnson Nnamani Imaobong Nse Uko Opeyemi Deborah Oke Bamidele Ajayi Ella Onojuvwevwo 3:19,70 | Polonia · Kornelia Lesiewicz · Alicja Kaczmarek · Michał Wróbel · Patryk Grzegorzewicz · Olga Rzeszewska · Mateusz Matera · 3:19,80 | India Barath Sridhar Priya Mohan Summy Kapil Abdul Razak Cherankulangara Rasheed 3:20,60 |

1. 1 2 3 4  Solo corrió en eliminatorias, pero ganó la medalla igualmente.

## Medallero
| Núm. | País            | Oro | Plata | Bronce | Total |
| ---- | --------------- | --- | ----- | ------ | ----- |
| 1    | Kenia           | 8   | 1     | 7      | 16    |
| 2    | Finlandia       | 4   | 1     | 0      | 5     |
| 3    | Nigeria         | 4   | 0     | 3      | 7     |
| 4    | Etiopía         | 3   | 7     | 2      | 12    |
| 5    | Jamaica         | 3   | 6     | 2      | 11    |
| 6    | Sudáfrica       | 3   | 2     | 4      | 9     |
| 7    | Botsuana        | 3   | 1     | 0      | 4     |
| 8    | Suecia          | 3   | 0     | 0      | 3     |
| 9    | Francia         | 2   | 4     | 2      | 8     |
| 10   | República Checa | 2   | 0     | 1      | 3     |
| 11   | Namibia         | 1   | 3     | 0      | 4     |
| 12   | Bielorrusia     | 1   | 1     | 3      | 5     |
| 13   | México          | 1   | 1     | 0      | 2     |
| 13   | Turquía         | 1   | 1     | 0      | 2     |
| 15   | Cuba            | 1   | 0     | 2      | 3     |
| 16   | Israel          | 1   | 0     | 0      | 1     |
| 16   | Lituania        | 1   | 0     | 0      | 1     |
| 16   | Serbia          | 1   | 0     | 0      | 1     |
| 19   | Polonia         | 0   | 2     | 3      | 5     |
| 20   | Suiza           | 0   | 2     | 2      | 4     |
| 21   | Grecia          | 0   | 2     | 1      | 3     |
| 21   | India           | 0   | 2     | 1      | 3     |
| 23   | Estonia         | 0   | 2     | 0      | 2     |
| 24   | España          | 0   | 1     | 2      | 3     |
| 25   | Italia          | 0   | 1     | 1      | 2     |
| 25   | Ucrania         | 0   | 1     | 1      | 2     |
| 27   | Argelia         | 0   | 1     | 0      | 1     |
| 27   | Bélgica         | 0   | 1     | 0      | 1     |
| 27   | Colombia        | 0   | 1     | 0      | 1     |
| 30   | Canadá          | 0   | 0     | 2      | 2     |
| 30   | Hungría         | 0   | 0     | 2      | 2     |
| 32   | Chipre          | 0   | 0     | 1      | 1     |
| 32   | Eritrea         | 0   | 0     | 1      | 1     |
| 32   | Letonia         | 0   | 0     | 1      | 1     |
| 32   | Uganda          | 0   | 0     | 1      | 1     |